# Orgel von St. Martini et Nicolai (Steinkirchen)

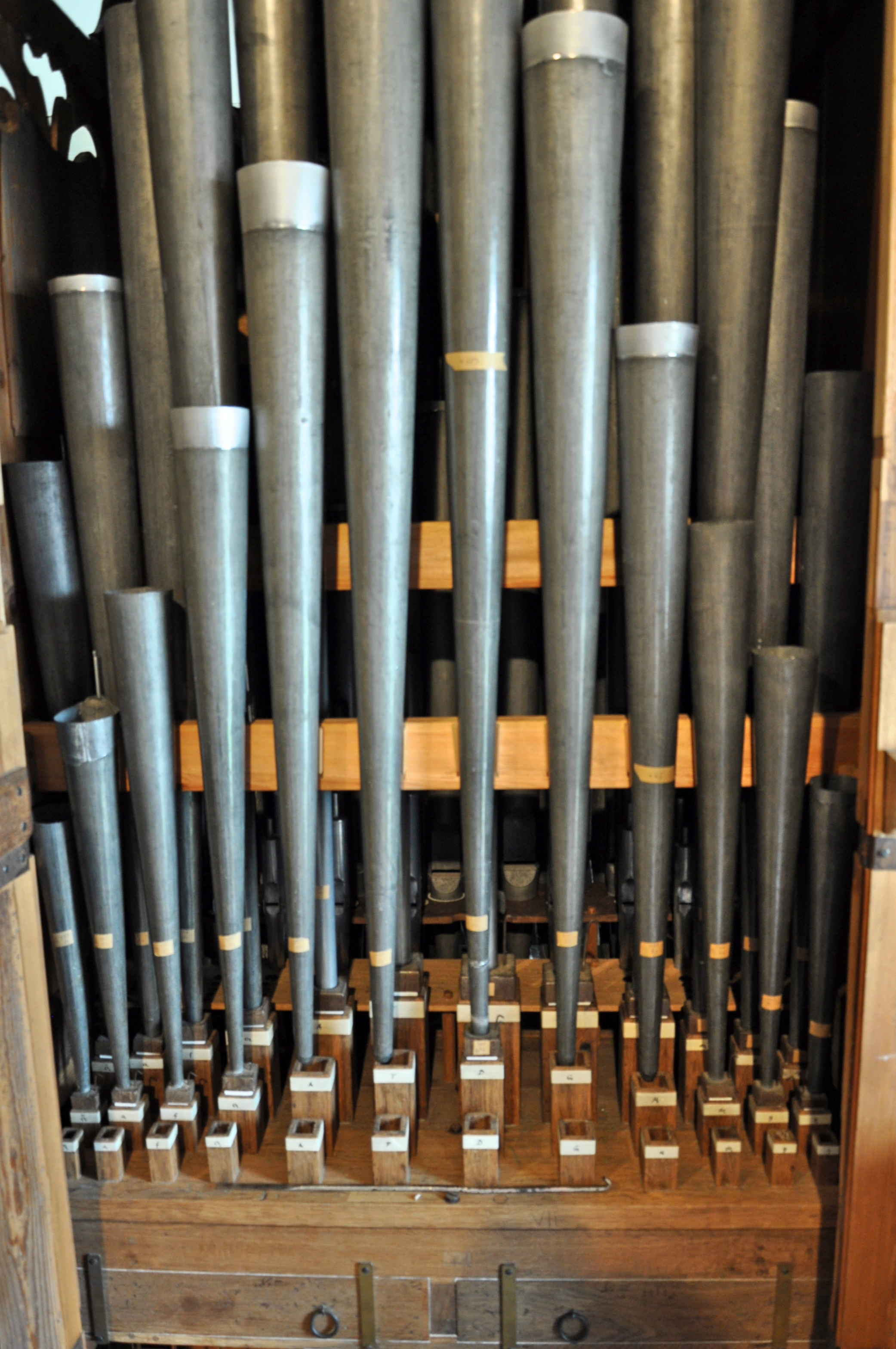
Blick in den linken Pedalturm auf die Trompete 8′

Die Orgel von St. Martini et Nicolai in Steinkirchen wurde von 1685 bis 1687 von Arp Schnitger erbaut und zählt zu seinen besterhaltenen Orgeln. Das Instrument aus seiner frühen Schaffensperiode verfügt über 28 Register auf zwei Manualen und Pedal.

## Baugeschichte

### Vorgängerinstrument
Bereits zu Beginn des 16. Jahrhunderts besaß die Kirche eine kleine Orgel, die ein unbekannter Orgelbauer an der Nordwand in Altarnähe aufstellte und die vermutlich die erste Orgel im Alten Land war. Das Instrument wies einen Umfang von F-g2a2 auf, basierte also auf einer 6′-Tonhöhe. Vier Register aus dieser Orgel sind noch ganz oder teilweise erhalten und anhand der gotischen Inskriptionen auf den Pfeifen zu identifizieren. 1581 erweiterte Dirck Hoyer (Hamburg), Schwiegersohn von Jacob Scherer, das Instrument um ein Brustwerk mit fünf Registern auf einem zweiten Manual im Stil der Renaissance. Der Vertrag über diese Orgelbaumaßnahme ist noch erhalten und eines der ältesten Orgelbauschriftstücke des Alten Landes. Arp Schnitger baute die Orgel 1682 aus und setzte sie 1683 in die neue Kirche um.

### Neubau durch Schnitger 1685–1687

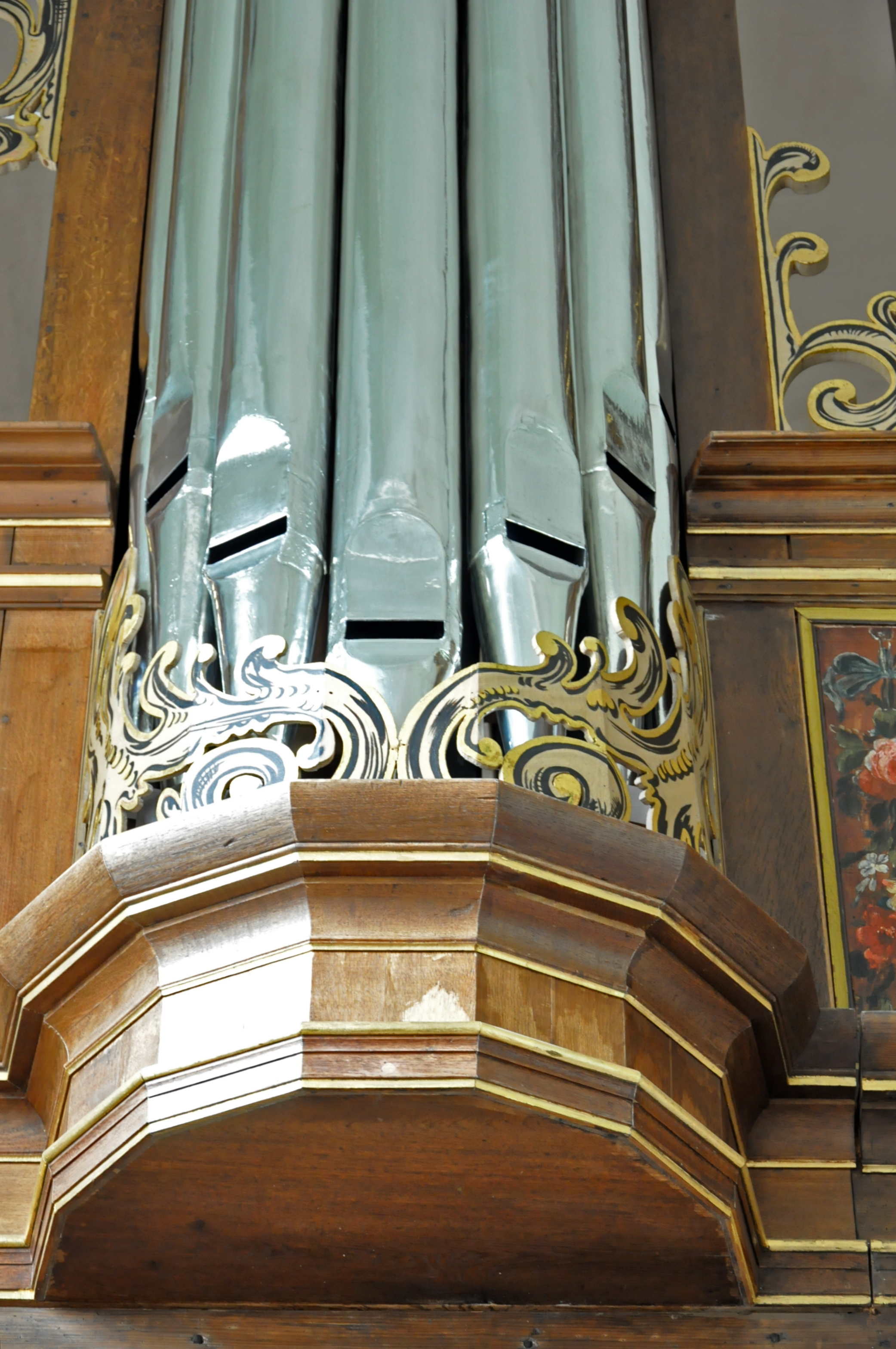
Polygonaler Pedalturm

Im Zuge der 1687 neu errichteten Westempore wurde Schnitger mit einem Orgelneubau beauftragt. Er konzipierte eine Orgel mit Haupt- und Brustwerk sowie zwei seitlichen Pedaltürmen in der Emporenbrüstung. Wie sonst auch bei einem Neubau häufig üblich, übernahm Schnitger sechs grundtönige Register wahrscheinlich aus der Vorgängerorgel, die sich in sein Klangkonzept integrieren ließen. Die ältesten Pfeifen der Octav 4′ im Hauptwerk tragen gotische Inskriptionen, die denen in der Orgel in Harsefeld stark ähneln. Sein Geselle Claus von Eitzen wirkte an dem Neubau mit. 1691 wurden das Orgelgehäuse und die trapezförmige Brüstung bemalt. Eine Inschrift weist auf Schnitgers Orgelbau: „ANNO 1687 ist diese Orgel gantz neu verfertiget worden bey Zeiten der IURA | TEN Peter Hauschild. Peter Gahrn. und Hannß Beye. Vonn Meis | ter Arp Schnitkern, Orgellmacher aus Hamburg.“
Der fünfachsige Prospekt des Hauptgehäuses hat einen überhöhten polygonalen Mittelturm und außen zwei Spitztürme. Zweigeschossige Pfeifenfelder vermitteln zwischen den Türmen unter einem gemeinsamen profilierten Gesimskranz. In den oberen Flachfeldern sind die Pfeifen stumm. Der Fries im profilierten Sockelkranz trägt die Inschrift: „Gott allein die Ehre“. Die freistehenden Pedaltürme sind in die Emporenbrüstung integriert. Alle Pfeifenfelder schließen oben und unten mit vergoldetem Schleierwerk ab, das auch das Hauptwerkgehäuse bekrönt und an beiden Seiten der Pedaltürme angebracht ist. Die ausgesägten flachen Verzierungen erhalten durch ihre Bemalung ihre plastische Wirkung.
Mit dem wertvollen Instrument in Steinkirchen ist ein Werk aus Schnitgers früher Schaffensperiode erhalten, das für eine Dorforgel über eine reiche Disposition mit 28 Stimmen verfügt. Ein Großteil der Register aus Schnitgers Neubau ist erhalten: 18 vollständig (davon sechs ganz oder teilweise unter Verwendung älterer Stimmen) und sechs teilweise. Bemerkenswert ist, dass die originale Intonation nicht eingreifend verändert wurde. Neben Schnitgers Orgel in Cappel fand die Orgel in Steinkirchen deshalb häufig für Musikaufnahmen Verwendung, die das Instrument weithin bekannt gemacht haben. Der Prospekt und das Pfeifenwerk dienten der Orgel in St. Elisabeth Hamburg-Harvestehude von Rudolf von Beckerath (1951) als Vorbild.

### Spätere Arbeiten
Schnitger selbst reparierte im Jahr 1704 die Orgel. Weitere Reparaturen erfolgten 1763 durch Johann Matthias Schreiber und 1769 wohl durch Dietrich Christoph Gloger. 1773 brachte man den dekorativen Vorhang aus Holz mit bemaltem Stuck und zwischen den Gehäusen von Haupt- und Pedalwerk ein Flachfeld mit stummen Pfeifen an, entfernte dafür aber das seitliche Schleierwerk und die Bekrönungen auf den Pedaltürmen. Das Schleierwerk am Hauptwerkgehäuse wurde durch die Gehäuse von Pedal und Manualwerke verbindende Pfeifenblenden ersetzt. Der Stader Orgelbauer Georg Wilhelm Wilhelmy ersetzte 1775 im Zuge von Renovierungsarbeiten das Gedackt 8′ im Pedal durch eine Octave 8′, erneuerte die Foliierung der Prospektpfeifen und dichtete die Balganlage ab. Der heutige Zimbelstern mit harmonischen Glöckchen stammt ebenfalls von Wilhelmy. Für die Renovierung erhielt er 612 Mark. Sein Sohn Johann Georg Wilhelm Wilhelmy versah bis 1840 die Pflegearbeiten.
Im Jahr 1843 wartete Philipp Furtwängler das Instrument, wobei unklar ist, welche Tätigkeiten er für 325 Reichstaler durchführte. Aufgrund dessen ist nicht mit Sicherheit festzustellen, wem der Verlust weiterer Originalstimmen zuzuschreiben ist. Zwischen 1862 und 1929 trugen Johann Hinrich Röver und sein Sohn Heinrich Röver für die Pflege der Orgel die Verantwortung. 1893 ersetzte Heinrich Röver Schnitgers sechs Keilbälge durch einen Magazinbalg und 1909 das Holzgedackt im Brustwerk durch ein Gedackt aus Metall; nur fünf Basspfeifen blieben erhalten.

### Restaurierungen

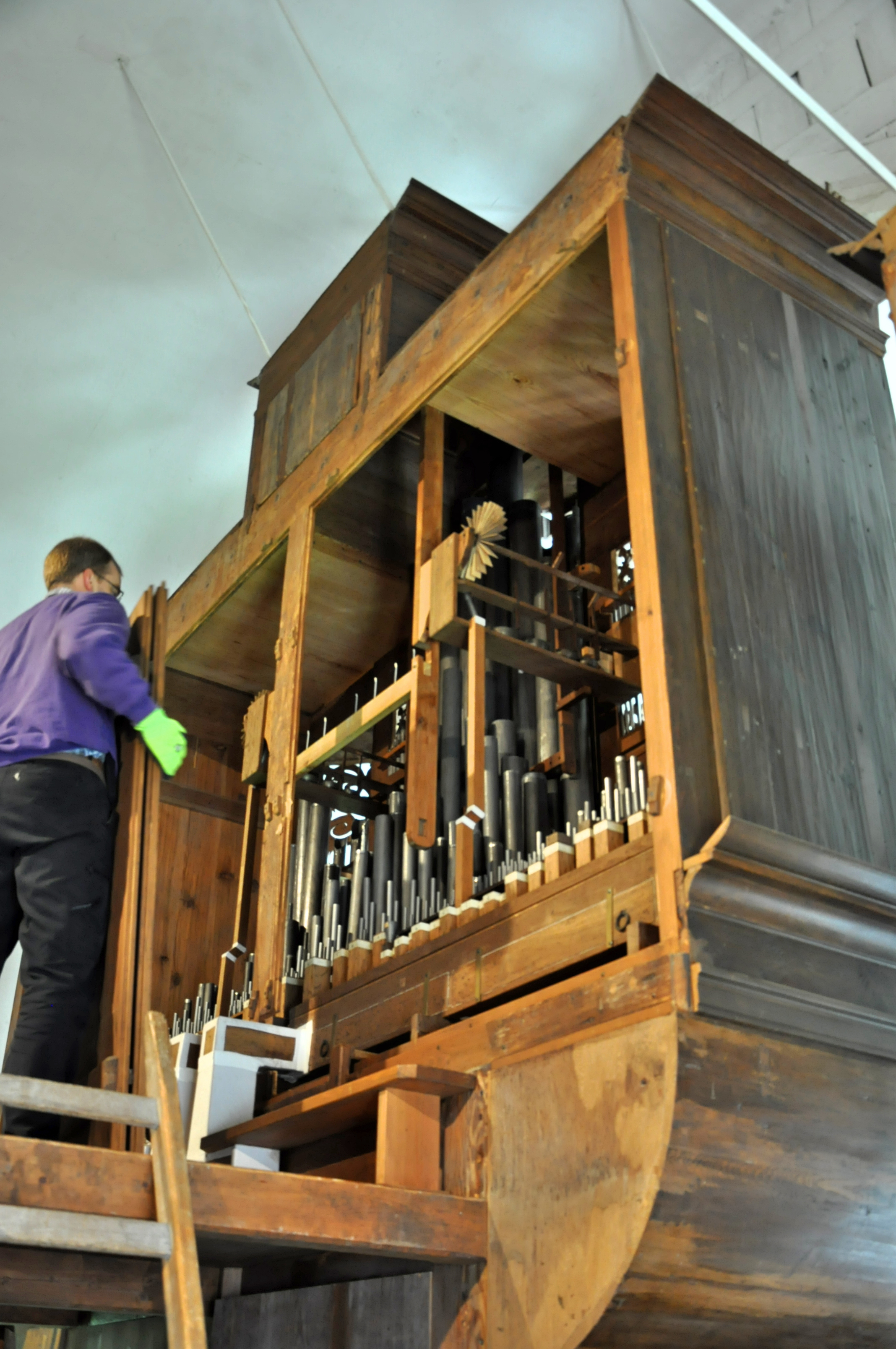
Während der Restaurierung im Mai 2012

1947/1948 erfolgte die erste Restaurierung durch Rudolf von Beckerath Orgelbau (Hamburg), der sehr behutsam mit dem Pfeifenwerk verfuhr und die originale Intonation möglichst nicht veränderte. Allerdings wurden Schnitgers Klaviaturen ersetzt. Von Beckerath entfernte die Pfeifenattrappen zwischen den Gehäusen und stellte das Schleierwerk an den Pedaltürmen, nicht aber am Hauptwerk wieder her. 1955 erhielt das Gehäuse eine neue farbliche Fassung. Ebenfalls durch von Beckerath fand 1987 und 1991 eine weitere Restaurierung statt. Er baute die ausgebauten, aber glücklicherweise aufbewahrten Schnitger-Klaviaturen wieder ein und rekonstruierte ausgetauschte Register und sechs Keilbälge. Bis auf die Octav 8′ im Pedal wurde Schnitgers Disposition wiederhergestellt.
Im Jahr 2012 rekonstruierte Rowan West die Mixtur und arbeitete die Cimbel von Beckerath um. Die uneinheitlich und unvollständig erhaltenen historischen Mixturpfeifen wurden in der Orgel eingelagert. West korrigierte die Funktion von Traktur und Windversorgung und legte Werckmeister III (modifiziert) als historische Stimmung an, die anhand der zugelöteten gedeckten Pfeifen rekonstruiert werden konnte und wahrscheinlich auf Wilhelmy (1775) zurückgeht.
Seine Untersuchungen zur Pfeifendatierung führte zu neuen Ergebnissen der komplexen Baugeschichte der Orgel. So stammen die Register Rohrflöte 8′ und der Nassat 3′, die bisher Hoyer (1581) zugeschrieben wurden, aus spätgotischer Zeit, also dem frühen 16. Jahrhundert. Die Quinta 3′, die früher der Schnitger-Schule zugeordnet wurde, geht auf die späte Schnitger-Werkstatt zurück, wie Schnitgers Inskriptionen erweisen. Sie steht auf der Schleife der sonst üblichen NassatQuint 1 1⁄3′, die wahrscheinlich ursprünglich vorgesehen war. Krumphorn 8′ stammt ebenfalls von Schnitger, nur die Kehlen gehen auf Hoyer zurück.

## Disposition seit 1775
| I Hauptwerk CDEFGA–c3 |      |      |
| Principal             | 08′  | S    |
| Quintadena            | 16′0 | Ho/S |
| Rohr Flöt             | 08′  | V/S  |
| Octav                 | 04′  | V    |
| Nassat                | 03′  | V/S  |
| Octav                 | 02′  | V    |
| Gemshorn              | 02′  | S    |
| Sexquialtera II0      |      | S    |
| Mixtur IV–VI          |      | RW   |
| Cimbel III            |      | B/RW |
| Trompet               | 08′  | S    |
| Cimbelstern           |      |      |

| II Brustwerk CDEFGA–c3 |     |      |
| Gedact                 | 8′0 | S/B  |
| Rohr-Flöth             | 4′  | S    |
| Quinta                 | 3′  | S    |
| Octav                  | 2′  | S    |
| Spitz-Flöth            | 2′  | S    |
| Tertian II             |     | S/B  |
| Scharff III–V0         |     | S    |
| Krumphorn              | 8′  | Ho/S |

| Pedal CDE–d1       |      |     |
| Principal          | 16′0 | S   |
| Octav              | 08′  | Wi  |
| Octav              | 04′  | S   |
| Nachthorn          | 02′  | B   |
| Rausch-Pfeiffe II0 |      | S/B |
| Mixtur IV-V        |      | S/B |
| Posaun             | 16′  | S   |
| Trompet            | 08′  | S   |
| Cornett            | 02′  | S/B |

- Koppeln: Schiebekoppel II/I (S)
- Tremulant (S)
- Cimbelstern (Wi)

Anmerkungen
1. ↑  C–e Schnitger, ab f Hoyer.
2. ↑  F–g2a2 spätgotisch, Rest Schnitger.
3. ↑  C–g spätgotisch, ab gis Schnitger, der einen ursprünglichen 4′ umbaute.
4. ↑  Zylindrisch.
5. ↑  Rekonstruiert, alter Pfeifenbestand aus erster Hälfte des 17. Jahrhunderts eingelagert.
6. ↑  Eichenholz, C–G Schnitger.
7. ↑  Konisch, aus Schnitger-Werkstatt, steht auf der Schleife der wohl ursprünglich geplanten NassatQuint 1 1⁄3′.
8. ↑  11 Pfeifen rekonstruiert.
9. ↑  Kehlen ab F von Hoyer, ansonsten neu von Schnitger.
10. ↑  Aus älterem Pfeifenmaterial.

V = aus spätgotischer Vorgängerorgel
Ho = Dirck Hoyer (1581)
S = Arp Schnitger (1685–1687)
Wi = Georg Wilhelm Wilhelmy (1775)
B = Rudolf von Beckerath (1987 und 1991)
RW = Rowan West (2012)

## Technische Daten
- 28 Register, 46 Pfeifenreihen
- Windversorgung:

  - 6 Keilbälge (Beckerath)
  - 3 Sperrventile (Schnitger/Beckerath)
  - Winddruck: 72 mmWS
- Windladen (Schnitger)
- Traktur:
  - Klaviaturen: Manuale (Schnitger), Pedal (Wilhelmy)
  - Tontraktur: Mechanisch
  - Registertraktur: Mechanisch
- Stimmung:
  - Wohltemperierte Stimmung (Werckmeister III, modifiziert)
  - Tonhöhe: etwa 3⁄4 Ton über a1 (483 Hz bei 16 °C)

## Aufnahmen/Tonträger
- Vollständigkeit anstrebende Diskografie.